# Un'idiozia conquistata a fatica. Gaber 97/98
Un'idiozia conquistata a fatica. Gaber 97/98 è un doppio album dal vivo del cantautore italiano Giorgio Gaber, pubblicato nel 1998 e venduto esclusivamente nei teatri durante le rappresentazioni.
È la registrazione dello spettacolo omonimo effettuata nel gennaio del 1998. Ora è in commercio il CD Un'idiozia conquistata a fatica che comprende il repertorio dal 1997 al 2000.

## Tracce
Testi di Gaber e Luporini, musiche di Gaber.
CD 1
1. L'ingenuo
2. Il luogo del pensiero
3. Il successo
4. Il filosofo overground
5. Secondo me la donna
6. L'abitudine
7. Il grido
8. Incontri
9. Il potere dei più buoni
10. Elogio della schiavitù
11. Il mercato

CD 2
1. I barbari
2. Quello che perde tutto
3. Canzone dell'appartenenza
4. Mi vedo
5. Che bella gente
6. Spettacolo puro
7. La democrazia
8. Il conformista
9. L'ingenuo (seconda parte)
10. Una nuova coscienza

## Formazione
- Giorgio Gaber - voce
- Gianni Martini - chitarre
- Claudio De Mattei - basso
- Luigi Campoccia - tastiere
- Luca Ravagni - tastiere e fiati
- Enrico Spigno - batteria

### Produzione
- Gianni Neri - ingegneria del suono